# France d'hier et France de demain
France d'hier et France de demain, était un périodique français (Paris, nos  1-61, 5 novembre 1910 - 30 décembre 1911).

## Historique
Il fut dirigé par Paul Copin-Albancelli et Louis Dasté (pseudonyme d'André Baron), eux-mêmes déjà impliqués dans la direction des journaux À bas les tyrans et La Bastille. La ligne éditoriale de ces journaux était antimaçonnique et antijudaïque.